# 皮亚韦河畔曾松
皮亚韦河畔曾松（義大利語：Zenson di Piave），或纯音译为曾松-迪皮亚韦，是意大利威尼托大区特雷维索省的一个市镇。总面积9平方公里，人口1858人，人口密度206.4人/平方公里（2009年）。国家统计（ISTAT）代码为026094。